# Крапа
Крапа (на македонска литературна норма: Крапа) е село в Северна Македония, в община Брод (Македонски Брод).

## География
Селото се намира в областта Поречие високо в югозападните склонове на Даутица.

## История
В XIX век, независимо, че географски принадлежи на Поречието, Крапа административно е част от Прилепска каза на Османската империя. В „Етнография на вилаетите Адрианопол, Монастир и Салоника“, издадена в Константинопол в 1878 година и отразяваща статистиката на населението от 1873 година Крапа (Krapa) е посочено два пъти - веднъж като част от Прилепска каза с 48 домакинства и 233 жители българи и втори път като част от Кичевска каза с 37 домакинства и 145 жители българи.
Според статистиката на Васил Кънчов („Македония. Етнография и статистика“) от 1900 година Крапа е населявано от 600 жители, всички българи.
На Етнографската карта на Битолския вилает на Картографския институт в София от 1901 година Крапа е чисто българско село в Прилепската каза на Битолския санджак с 65 къщи.
Според Никола Киров („Крушово и борбите му за свобода“) към 1901 година Крапа има 50 български къщи.
Цялото село в началото на XX век е сърбоманско. Според митрополит Поликарп Дебърски и Велешки в 1904 година в Крапа има 82 сръбски къщи. По данни на секретаря на Българската екзархия Димитър Мишев („La Macédoine et sa Population Chrétienne“) в 1905 година в Крапа има 560 българи патриаршисти сърбомани и в селото функционира сръбско училище.
След Междусъюзническата война в 1913 година селото попада в Сърбия.
На етническата си карта на Северозападна Македония в 1929 година Афанасий Селишчев отбелязва Крапа като българско село.
Според преброяването от 2002 година селото има 69 жители македонци.
В селото има манастирска църква „Успение Богородично“ („Света Богородица“), изградена на мястото на стара църква в 1960 година и осветена на 24 юли 1977 година от епископ Горазд Тивериополски, администратор на Охридско-Битолската епархия. Главната селска църква е „Свети Никола“. Църквата в селото е „Възнесение Христово“ („Свети Спас“).

## Личности
Родени в Крапа
- Данил Стоянов (? – 1944), сръбски войвода в 1911 година
- Иван Янков (1859 – 1940), български опълченец
- Тасе Конев (1872 – 1916), свещеник, деец на сръбската пропаганда в 1911 година
- Тренко Руянов Крапянин (1870 – 1910), сърбомански войвода, ренегат от ВМОК и ВМОРО

Починали в Крапа
- Андрей Маджарчето (? – 1905), четник при Панчо Константинов през 1905 година[12]
- Васил Димитров Говедаров (? – 1916), български военен деец, подпоручик, загинал през Първата световна война[13]
- Георги Ацев (1884 – 1906), български революционер
- Колю Комитката (? – 1905), четник при Панчо Константинов през 1905 година[14]